# Crematogaster mimosae
Crematogaster mimosae ist eine Ameisenart der Gattung Crematogaster. Sie ist in Ostafrika und der arabischen Halbinsel verbreitet.
Die Art teilt sich in zwei Unterarten:
- Crematogaster mimosae mimosae (Santschi, 1914)
- Crematogaster mimosae tenuipilis (Santschi, 1937)[2]

## Lebensweise
Sie ist eine von vier Ameisenarten (neben Crematogaster gerstaeckeri sjostedti, Crematogaster nigriceps und Tetraponera penzigi) die sich von Acacia drepanolobium, der Flötenakazie, ernähren und nur auf ihr vorkommen. Sie verteidigen sie gegen Tiere aller Art. Giraffen, Elefanten und Spitzmaulnashörner meiden die Bäume, die mit dieser Ameisenart besetzt sind. Sie greifen die Tiere an und vertreiben sie durch zahlreiche Bisse. Die Ameise erkennt anhand von Vibrationen, dass ein Feind vorhanden ist.